# The Scriptures '98 Version
The Scriptures '98 Version (TS98) is een letterlijke Bijbelvertaling in het Engels. De vertaling wijkt af van andere Engelstalige Bijbelvertalingen omdat het wat betreft het Oude Testament de indeling van de TeNaCh (Hebreeuwse Bijbel) volgt (met uitzondering van het boek Daniël, dat wordt gezien als een Profetisch boek in plaats van een historisch boek) en omdat de Godsnaam consequent wordt weergegeven met יהוה (JHWH). Hiermee behoort de TS98 tot de zogenaamde "Sacred name Bibles" (Heilige Naam Bijbels). De naam van de Messias wordt weergegeven als יהשע (Jesjoea). De namen van Oudtestamentische figuren worden met de Hebreeuwse transliteratie weergegeven - "restauratie van de namen" (bijvoorbeeld Jirmejahoe in plaats van Jeremia, Jesjajahoe in plaats van Jesaja en Mosjè in plaats van Mozes). In het Nieuwe Testament, ook wel de Messianic Scriptures genaamd, worden Hebreeuwse namen eveneens "gerestaureerd." Volgens deze vertaalfilosofie wordt Matteüs in transliteratie weergegeven met Mattitjahoe.
The Scriptures '98 Version (TS98) is het werk van het Institute for Scripture Research (ISR), een Messiaans onderzoeksinstituut. Het ISR gelooft dat de vier Evangeliën oorspronkelijk in het Hebreeuws of in het Aramees geschreven zijn, terwijl de meeste geleerden menen dat de Evangeliën in het Grieks geschreven zijn. Alleen over het Evangelie volgens Matteüs bestaat onder geleerden geen consensus in welke taal dit Evangelie oorspronkelijk is geschreven. Men weigert echter haar standpunten toe te lichten. Het ISR wijst dus modern historisch-kritisch onderzoek van de hand.
Omdat het ISR de filosofie van de Sacred Name ("Heilige Naam") aanhangt, wordt TS98 vooral gebruikt binnen de Sacred Name Movement. Ook verschillende Messiaanse stromingen maken gebruik van de TS98, hoewel men daar ook vaak eigen vertalingen gebruikt.

## Tekstuele basis
Voor de vertaling van het Oude Testament maakte het vertaalteam van het ISR gebruik van Rudolph Kittel's Biblia Hebraica uitgave van 1937. Veel moderne Bijbelvertalingen maken gebruiken van de Biblia Hebraica of soortgelijke Masoretische Teksten. Voor de vertaling van het Nieuwe Testament maakte het vertaalteam weliswaar primair gebruik van Nestle-Aland Tekst en de Textus Receptus (bronteksten voor de meeste vertalingen van het NT), maar omdat men geloofd dat een groot deel van het NT geschreven is het Hebreeuws/Aramees, maakte men ook veel gebruik van de Pesjitta (een oude Aramese vertaling van het NT) een controversiële middeleeuwse Hebreeuwse tekst van het Evangelie volgens Matteüs (de zogenaamde Shem Tov Mattheüs).